# Luciano Rovere
Luciano Rovere (1908) è stato un nuotatore e pallanuotista argentino.
Ha fatto parte dell'Argentina, che ha partecipato, nel torneo di pallanuoto, ai Giochi di Amsterdam 1928.